# 一年生になっちゃったら
『一年生になっちゃったら』（いちねんせいになっちゃったら）は大井昌和による日本の漫画作品。芳文社発行の『まんがタイムきららフォワード』にて連載された。

## あらすじ
高校2年生の高遠伊織は、高校に行く途中の横断歩道で信号待ち中に、風で飛んだ帽子を追ってトラックの前に飛び出した少女をかばって死んでしまう。偶然その場の近くに居合わせた科学者の草薙結女に助けられ生き返るが、男子高校生だった伊織の身体は、小学1年生の少女として改造されていた。
元の身体に戻るまで、伊織は小学生の高遠いおりとして、小学校に通うことになった。

## 登場人物
平仮名表記の「いおり」は小学1年生女子、漢字表記の「伊織」は高校2年生の高遠伊織を指す。

### 主人公と血縁者
高遠 伊織（たかとお いおり）
本作の主人公。ごく普通の男子高校生だったが、トラックから鈴（後述）を守った行為に感動した結女に命を救われ、同時に少女に改造された。改造されてからは、小学1年生の少女・高遠いおりとして結女に連れられ草薙家で世話になることになり、小学1年生としての生活にだんだんと溶け込んでいく。
アホ毛が外見的特徴。伊織の頃は近視で眼鏡をかけていたが、いおりになった後は近視が治り眼鏡はかけていない。巨乳とコーヒー、辛いスナック菓子が好き。昔の出来事の影響で、興奮状態になった時や入浴時など身体が火照った時に尻にハート型の痣が現れる。
トラックでの事故以来トラウマになり、近くをトラックが走ると思わず飛び退いてしまう。
結女によって家が爆発してからしばらくの間、いおんママのマンションに転がり込んでいたが、あまりにストレスがたまるため結女に家を再建するようせっついた。
物語終盤近くでみくるに告白し、結ばれた。最終回で結女が作った薬によって、男子高校生に戻った。
高遠 伊音（たかとお いおん）
伊織の妹で小学6年生。いおり＝伊織の尻にハート型の痣が付くきっかけになった張本人。いおんが小学1年生の時に伊織の両親が離婚したため、それ以来伊織とは会っていなかったが、学年合同オリエンテーリングのときに再会した。ややブラコン気味で、兄と同姓同名であるいおりのことを気に入っている。
歳の割には巨乳であり、結女には嫌われている。
いおんママ
本名不明。38歳。伊織の実の母親でもある。
「カブト町の魔術師」と呼ばれる証券トレーダー。いおりのことを「伊織ではないか？」と疑っている。その根拠は伊織＝いおりの女性の好みが“父親と瓜二つ”だかららしい。
いおりが追求を逃れるために「父親の愛人の娘」とウソを吐き、弁護士を通じて養育費の大幅な増額を決めた。
結女によって家が爆発してからしばらくの間、みくると一緒にいおりが転がり込んでいた。
伊織の父
本編未登場。かつて、みくるによく似た女性と浮気して、いおんママに離婚されたダメ親父。単身赴任中で、引き取った伊織には電話ひとつ寄越さないが、いおんにはかなりの数の手紙を出している。
前述のいおんママからの養育費増額以前からかなりの慰謝料を絞り取られているらしい。

### 草薙家
草薙 結女（くさなぎ ゆめ）
自称：天才の女性科学者。伊織を高校生の少年から小学生の少女に改造した張本人。科学者らしくいつも白衣を着ており、かなりの長髪を三つ編みにまとめている。
科学者としての腕は自称どおりの“天才”だが、真性のロリコンで少女にしか興味がなく、年下好きのレズビアンの変態。平日の昼間から町内を徘徊し、幼子の動画盗撮にかまけているが、突発的事故やいおりの逆襲などにより、愛用のハンディカムはいつも破壊されている。こっそりいおりにセクシーランジェリーを着けさせることを趣味としている。また、小学校の運動会ではロリコンの同志達を率いて盗撮しようとするも、いおんママ達保護者に成敗される。その一方で巨乳には恐怖感を持っており、巨乳の妹のみくるには頭が上がらない。いおり・いおんには「ヘンタイ」、鈴（後述）には「キモチ悪い」と称された。逆襲された際、上下逆さにダイイング・メッセージを書くなど珍妙な特技を持つ。
たまにお手製のロボットでいおりに悪戯をするが、その度みくるに壊されている。5巻にてリモコンと間違えて自宅の自爆スイッチを押してしまい自宅は爆発。以後みくるからは放置され宇宙人のとなりに段ボールハウスを造り、バケモンカードの違法コピー品を売っていたが、6巻でいおりにせっつかれてハイテク満載の新居を建てた。
草薙 みくる（くさなぎ みくる）
結女の妹で、事故に遭う前の伊織と同じ高校に通っている。伊織の想い人。家ではしつけに厳しく、特に姉へのしつけは容赦がない。いおりはその姿を見て、将来教育ママになりそうだと評した。
礼儀正しく、面倒見の良い世話好きの性格で、よくいおりを一緒に風呂に入れようとする。紅茶にも詳しいようである。
いおんママによると、高遠（父）の愛人に感じが似ているらしい。
結女によって家が爆発してからしばらくの間、いおんママのマンションに転がり込んでいた。
物語終盤近くで伊織の告白を受け取り、結ばれた。

### 小学校のクラスメイト・先生
砂佐良 鈴（ささら すず）
トラックに轢かれそうになったところを伊織に助けられた少女。小学1年生になったいおりとクラスメイトとなる。
伊織が着ていた学生服のボタンを取っているなど、命の恩人である伊織に憧れを抱く一方、小学生のいおりに対しても単なる友達以上の感情を抱き始めている。
名前の読みは、第7話での体操着には「りん」となっているが、コミック2巻表紙の体操着袋、第25話の体操着には「ささら すず」とある。
第5話では洋風の大邸宅に住んでいる描写があるが、第27話では大きい古びた和風の旧家に住んでおり、謎も多い。
水原 杏奈（みずはら あんな）
いおりのクラスメイトの少女。ショートカットで人なつっこく、元気の塊。「あいさちゅー」（あいさつ+ちゅー）と称して挨拶代わりにキスをするのが彼女の中で流行のようだ。
桃代 斗太（ももしろ とうた）
いおりのクラスメイトの美少年。女の子に人気があるが、本人は大人っぽい女の子が好き。大人っぽい言動や知識を持ついおりが好きになり、キスを奪ってしまう。その後いおりに対する行動が徐々にエスカレートし半ばストーカーと化しており、そのたびに現場を発見した美帆からお仕置きを受けるのがパターン化してる。
一条 美帆（いちじょう みほ）
いおりのクラスメイトの少女。縦ロールの金髪が特徴。斗太のことが好きで、いおりを勝手にライバル視している。
一条財閥の一人娘で、誕生会には自分専用のCH-47でクラス全員を招待したものの、学校には徒歩で通っている。
野島 忍（のじま しのぶ）
いおりのクラスメイトの少女。帽子と目まで隠れる前髪が特徴。非常に影が薄いため、いおりに名前を覚えられていなかった。極度のテレ屋だが、“帽子仲間”の鈴とは耳打ちながら普通に会話が出来る。かくれんぼで3日間見つからなかったという記録があるが、いおりは「単に影が薄いだけ」と評した。
好きな子に告白するため“高校2年生くらい大人っぽい”いおりの助言を借りることになる。その後、晴れてテレ屋の彼と好き好きになる。この件でいおりはクラスメイトに不本意ながら「恋愛博士」の称号をつけられてしまった。
鈴木 ナナ（すずき ナナ）
いおりのクラスメイトの少女。猫耳をつけてるような髪型が特徴。自分のことも「にゃにゃ」と呼ぶ。普段は「- なのだ」という文語っぽい口調だが、たまに語尾に「にゃ」をつける。彼女の「にゃー語」が理解出来るのは杏奈のみ。道路の白線を踏み外すと地獄に落ちると思い込んでいる。
西岡 すみれ（にしおか すみれ）
いおりのクラスメイトの少女。
水沢 夏（みずさわ なつ）
小学1年生になったいおりの担任の先生。あだ名は「ミカミカ先生」。98センチのバストを自慢にしている。
生徒を溺愛しているが、意外に負けず嫌いでバストのことにこだわっていたり、またいおりが小学1年生ではとても読めないような漢字をすらすら読んだときにはハーレクイーンのような一章節を読ませていおりを封じ込めたり、実に大人げない行動をとることがある。
高校2年生の弟がいる。

### その他の人物
砂佐良 裕 / みーくん
鈴の弟。24話から登場。病気のため入院生活が長く、本の中の知識しか知らなかった。その後、手術が無事成功し元気になって退院した。
見舞いに来たいおりに対し、突然背後からスパッツを脱がす、病棟のベッドを利用して身動き取れない様にしていたずら、事前に用意していた派手な下着を病気を盾に着させるなど、斗太に負けず劣らずの曲者である。
作中ではあだ名で「みーくん」と呼ばれている。病棟の名札では「砂佐良 裕」とあるが、名前の正式な読みは不明。
宇宙人
河原でホームレス生活をしている自称宇宙人。外見は巨乳の若い女性だが、自らを「オジサン」と称している。
オドゥルバ星の第2衛星から地球へ来ており、中古で15年落ちのUFOも所持しているらしい。
いおりに対して高2男子のようだ、などと鋭い指摘をする高い洞察力も持っている。
いおり、いおん両者からは電波と思われている。
自宅を爆破し、段ボール生活を始めた結女とは友人付き合いをしている。

## 用語
泉神井高等学校
事故に遭う前の伊織が通学していた高校。
伊織は2年2組13番で、みくるも2年2組に在籍・通学している。
事故後の伊織の高校での扱いは不明で、学校の存在は生徒手帳の描写のみ。
聖新星学園付属小等学校
別称は私立聖新星小学校。小学1年生に改造されたいおりが、結女のツテにより通うことになったエスカレーター式の小学校。
運動会では保護者達による盗撮者退治があり、何故か競技のひとつになっている。
クラスメイトや上級生などは明るい赤、桃色系のブレザー制服と深緑色のネクタイを着用しているが、いおり自体は校内でも私服の格好であり、学校での制服着用に関する規則は不明。

## 単行本
- 大井昌和 『一年生になっちゃったら』 芳文社〈まんがタイムKRコミックス〉、全9巻

1. 2007年10月27日発売、ISBN 978-4-8322-7662-8
2. 2008年06月28日発売、ISBN 978-4-8322-7709-0
3. 2008年12月12日発売、ISBN 978-4-8322-7759-5
4. 2009年06月12日発売、ISBN 978-4-8322-7814-1
5. 2009年12月12日発売、ISBN 978-4-8322-7867-7
6. 2010年07月12日発売、ISBN 978-4-8322-7921-6
7. 2011年04月12日発売、ISBN 978-4-8322-4013-1
8. 2012年06月12日発売、ISBN 978-4-8322-4156-5
9. 2013年02月12日発売、ISBN 978-4-8322-4259-3